# Заботливые мишки
Заботливые мишки (англ. Care Bears) — медиафраншиза, посвящённая игрушкам, представляющих из себя разноцветных медведей. Первоначально они были разработаны Еленой Кучарик для изображения на поздравительных открытках компании American Greetings. 

## История

### Первое появление
В 1981 году компания American Greetings выпустила серию поздравительных открыток с Заботливыми мишками в качестве главных персонажей. Каждый из медведей выражал определенное чувство или пожелание, что подчеркивалось их цветом и символом на животе, и сразу же стал хитом продаж. Первые шесть персонажей были разработаны художницей Мюриэль Фарион.

### Популярность в 80-е (1983—1987)
Весной 1983 г. компании Parker Brothers и Kenner выпустили линейку плюшевых игрушек с Заботливыми мишками. В то же время компания Parker Brothers выпустила шесть книг по мотивам франшизы.  В апреле 1983 г. на телевидении в специальном синдицированном выпуске Atkinson Film-Arts был показан мультфильм «Заботливые мишки в Бесчувственной стране».
В 1984 году AGC представила дочернюю линию игрушек — Кузены Заботливых мишек (Care Bear Cousins). В том же году вышел новый синдицированный выпуск «Заботливые мишки: Борьба с морозилкой». Мини-сериал по мотивам игрушек выпустила компания Lexington Broadcast Services. 
В 1985 по мотивам франшизы компанией Nelvana Limited был снят первый полнометражный анимационном фильм «Заботливые мишки», выпуском занималась компания Samuel Goldwyn Company. На момент выхода он стал самым кассовым анимационным фильмом, созданным за пределами компании Disney.  Позже той осенью DIC Audiovisuel выпустила 11-серийный телесериал, в который вошли элементы из специальных выпусков Atkinson Film-Arts.
В 1986 компания Nelvana выпустила второй полнометражный мультфильм по франшизе «Заботливые Мишки 2: Новое поколение»

### Первый перезапуск: Уход за природой (1991—1992)
В 1991 году, был перезапуск в связи с уходом за природой. В рамках этого, вышло 2 книги.

### Второй перезапуск: Возвращение Nelvana (2002—2005)
В 2002 году, в честь 20-летия Заботливых мишек, произошёл перезапуск Заботливых мишек.
Через 2 года, в 2004 году, студия Nelvana вернулась с новым мультфильмом, Заботливые мишки: Путешествие в Шутляндию.
Затем, через год, в 2005 году, выпустили сиквел, Заботливые мишки: Большое желание.

### Третий перезапуск: Эра Приключений в Care-a-Lot (2007—2011)
В 2007 году, в честь 25-летия Заботливых мишек, был ещё один перезапуск. Вышел мультфильм Упси сделал это! и одновременно с ним мультсериал Приключения в Care-a-Lot.

### Четвёртый перезапуск: Добро пожаловать в Care-a-Lot! (2011/2012-2014/2017)
В 2011 году, в честь 30-летия Заботливых мишек, опять произошёл перезапуск. Вышел мультсериал под названием «Добро пожаловать в Care-a-Lot!»
В 2014 году, после того как The Hub стала Discovery Family, мультсериал был заменён на другой мультсериал «Заботливые мишки и их кузены».

### Пятый перезапуск: Заботливые мишки раскрывают магию (2017-по настоящее время)
В честь 35-летия Заботливых мишек, в 2017 году, ещё один перезапуск появился. Через 2 года, в 2019 году, вышел мультсериал «Заботливые мишки раскрывают магию».

## Список мишек

### Оригинальные Заботливые мишки
- Соня (Bedtime Bear) — Сонный мишка, помогает всем хорошо спать. Он синий, с Луной и звёздочкой на животе.
- Именинный (Birthday Bear) — Мишка, который помогает всем иметь хорошие дни рождения. Он оранжевый, с тортиком на животе.
- Весельчак (Cheer Bear) — Весёлый мишка.
- Выручайка (Tender heart Bear)
- Счастливчик
- Медведь Желаний — Мишка, бирюзового цвета со звёздочками н животике.
- Тайный Медведь — Мишка с замочком в виде сердечка на пузике.
- Сварливый — Медведь, синего цвета с угрюмой мордой. На брюхе изображена тучка.
- Удачливый — Зелёного цвета мишка с клевером на животе.
- Дружный — Оранжевый мишка с цветочками на животике.